# CANT Z.1011
CANT Z.1011 là một loại máy bay ném bom của Ý, do Filippo Zappata thiết kế vào giữa thập niên 1930.

## Tính năng kỹ chiến thuật
Dữ liệu lấy từ Jane's All the World's Aircraft 1938
Đặc tính tổng quan
- Kíp lái: 4[3]
- Chiều dài: 17 m (55 ft 9 in)
- Sải cánh: 25 m (82 ft 0 in)
- Diện tích cánh: 78 m2 (840 foot vuông)
- Trọng lượng rỗng: 5.700 kg (12.566 lb)
- Động cơ: 2 × Isotta-Fraschini Asso XI.RC , 610 kW (820 hp)  mỗi chiếc trên độ cao 4.500 m (14.760 ft)
- Cánh quạt: 2-lá

Hiệu suất bay
- Vận tốc cực đại: 370 km/h (230 mph; 200 kn) trên độ cao 4.500 m (14.760 ft)
- Tầm bay: 2.000 km (1.243 mi; 1.080 nmi)
- Trần bay: 8.000 m (26.247 ft)